# ヤマハエレクトーンシティ渋谷
ヤマハエレクトーンシティ渋谷は、渋谷区桜丘町8-27にあったヤマハ音楽振興会が運営したレコーディングスタジオ兼ミニライブ会場。「ヤマハビル」とも呼ばれていた。

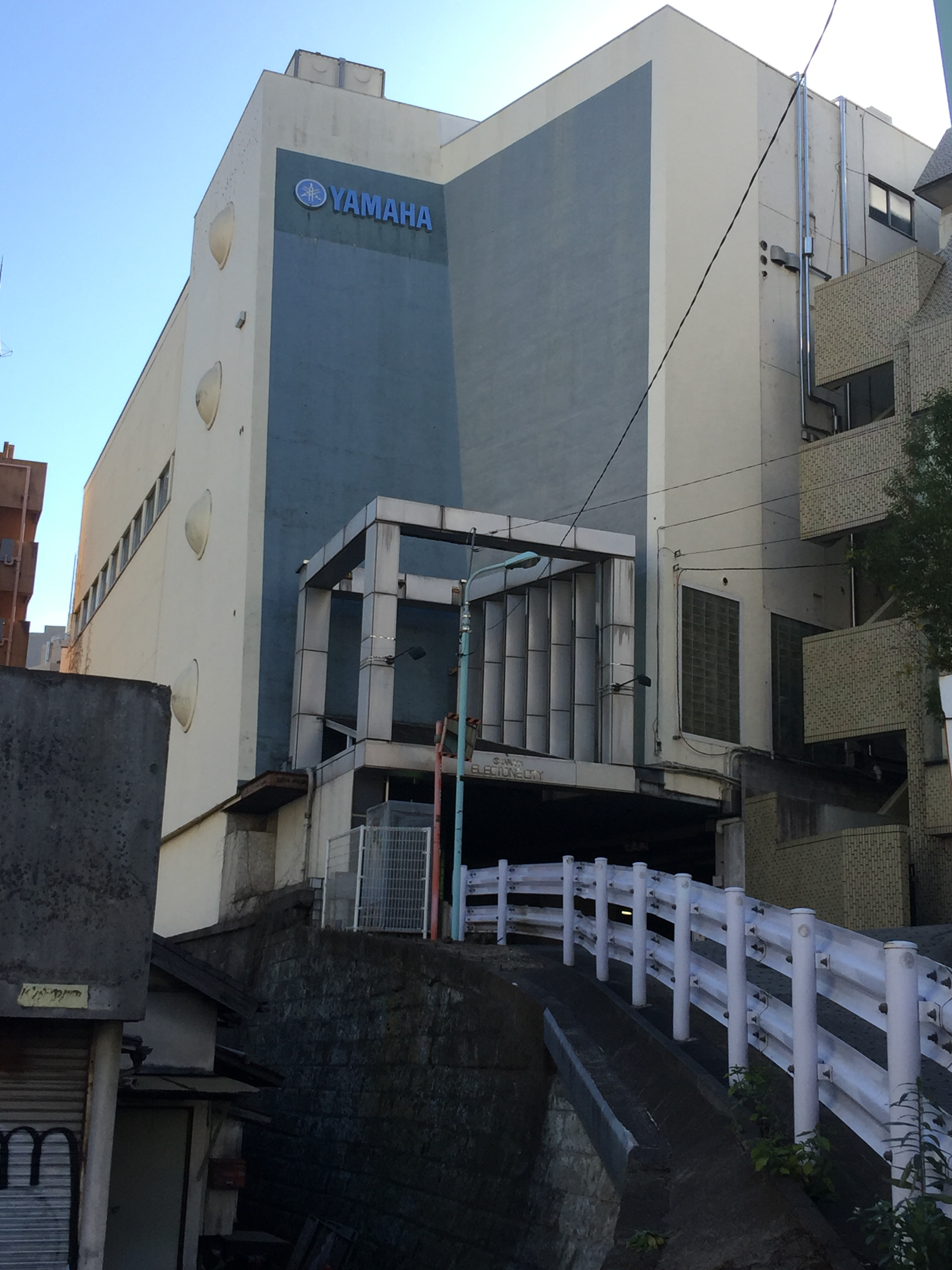
建物の外観

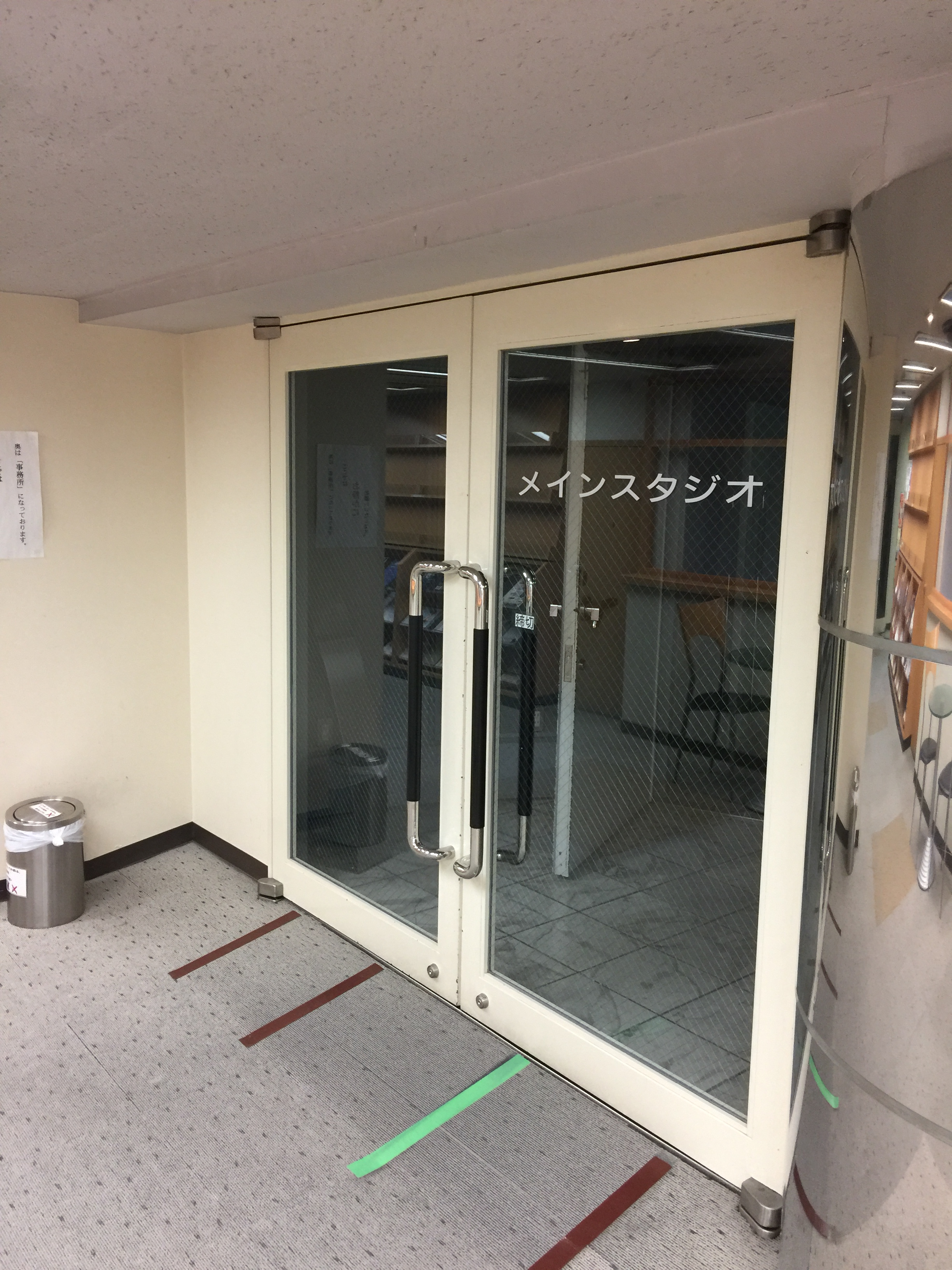
建物の内部

## 概要

### 渋谷エピキュラスとして開設
1968年に建築された元ボウリング場のビルを転用し、1975年2月にスタジオを開設。主にヤマハ音楽振興会所属アーティストのレコーディングやミニコンサート会場として使われた。1975年8月2日〜8月3日にヤマハリゾートつま恋で開催された「吉田拓郎・かぐや姫 コンサート インつま恋」の東京でのリハーサルはここで行われた。その立地条件から「崖の上のヤマハ」と呼ばれ、桜丘町エリアを見下ろすシンボルとして親しまれた。

### ヤマハエレクトーンシティ渋谷に
1995年10月にヤマハ音楽振興会から株式会社エピキュラスが独立。スタジオは桜丘から目黒のヤマハ音楽振興会地下に移転した(2009年9月30日営業終了)。このため、跡地はヤマハエレクトーンシティ渋谷として改装され、エレクトーン中心のイベントやライブのほか、情報発信の場として利用された。
2018年2月16日、桜丘口地区再開発事業に伴いヤマハエレクトーンシティ渋谷は目黒のヤマハ音楽振興会1階に移転。その後、同年11月17日から12月2日までアートイベント「ARIGATO SAKURAGAOKA by ART PHOTO TOKYO」が行われた後、2019年に取り壊された。
跡地一帯は再開発され、Shibuya Sakura StageのSAKURAサイドとなっている。

## 渋谷エピキュラス時代の主なレコーディング作品
中島みゆきのアルバムのうち、1999年までのほとんどのオリジナルスタジオアルバムがここで制作された。例外は、1980年の7th「生きていてもいいですか」、1994年の22nd「LOVE OR NOTHING」、およびベストアルバムやライブアルバムである。
その他では、TOM★CATの1985年のアルバム、TOM★CAT やSound Scheduleの2006年の楽曲、甘い夜 が制作されている。

## 主なコンサート
東京室内歌劇場27期第83回公演
大江健三郎台本、芥川也寸志作曲オペラ「ヒロシマのオルフェ」（1995年6月3、4、6、7日）